# Aschaffenburger Maulaff

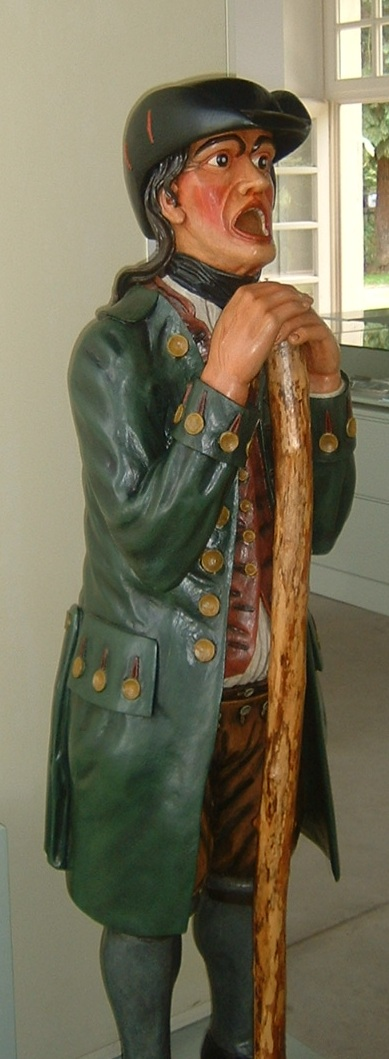
Aschaffenburger Maulaff

Aschaffenburger Maulaff – figura z drzewa dębowego o rozmiarach zbliżonych do naturalnej wielkości człowieka.

## Historia
Figura została wykonana w 1778 roku przez rzeźbiarza o nazwisku Hoffmann. Maulaff przedstawia karykaturalną formę rolnika ze Spessartu w tradycyjnym stroju: kapeluszu żeglarskim, zielonej marynarce, czerwonej kamizelce, krótkich żółtych skórzanych spodenkach, pończochach oraz butach ze sznurówkami. Postać opiera swoje ręce na długim kiju i ma szeroko otwarte usta. Figura ta służyła w Parku Schönbusch w Aschaffenburgu dla rozrywki elektorskiej świty. Rzeźba znajdowała się na łące w tzw. „Dolinie Gier”. W grze w Maulaffa chodziło o trafienie quasi kulą bilardową w otwarte usta postaci, która to kula (po celnym rzucie) wypadała po poprzednim przedostaniu się przez specjalną wewnętrzną rurę przez otwór znajdujący się w tylnej części figury poniżej jej pleców.
Po przejściu Schönbusch pod panowanie bawarskie figura stała się własnością wolnego pana (barona) Carla Constantina Victora von Morgenbaum, właściciela dworu w Nikelheim. Z tego powodu Maulaff zyskał przydomek „nikelheimskiego”.
Niedługo po śmierci Mergenbauma (8 listopada 1845) figurę przejął w posiadanie Klement Kitz – mistrz garbarski z aschaffenburskiego Löhrergraben. Wystawił on Maulaffa we własnym ogrodzie tuż przy dawnej Wieży Piaskowej (Sandtor). Ponieważ wzbudzała on duże zainteresowanie, przeniesiono go do jeszcze wtedy nieobwarowanego miasta. Następnie znajdowała się ona przez długie lata w winnicy Pani Kitz w Löhrergraben. Następny właściciel figury, pochodzący z Aschaffenburga syn wysoko postawionej rodziny szlacheckiej, przekazał rzeźbę przed I wojną światową na rzecz muzeum rodzinnego miasta. Obecnie Maulaff zaliczany jest dziś do jednych z symboli miasta i jest nadal wystawiony w Muzeum Zamkowym Miasta Aschaffenburg.

## Adaptacje
- w roku 1952 po raz pierwszy aschaffenburczyk Günter Kolb (1924-1991) wystąpił jako „aschaffenburczyk Maulaff” podczas posiedzenia Klubu Karnawałowego Concordia. On także miał szeroko otwarte usta i „obgadywał” przedstawicieli miejscowego świata polityki
- w 1955 roku powstała dokładna kopia Maulaffa wykonana z wapienia muszlowego, która stanęła na dziedzińcu nowo wybudowanej Szkoły Ludowej Grünewald,
- motyw Maulaffa posiada obecnie wiele wariantów i przedstawień, tak też tzw. mały Maulaff przedostał się do służby w dziale pedagogicznym muzeów miasta Aschaffenburg,
- na starówce Aschaffenburga działa gospoda „Maulaff”.

## Święto Maulaffa
W Aschaffenburgu od 2004 roku odbywa każdego roku w ostatni weekend sierpnia święto miejskie „aschaffenburskie święto Maulaffa”.